# 集連邨
集連邨（英語：Chaplin Estates）是加拿大安大略省多倫多央街夾艾靈頓區域西南部的一個社區。它位於央街以西，以北以艾靈頓路為界，以西以阿梵奴道（Avenue Road）為界。南部邊界是集連坊（Chaplin Crescent），它本身與前Beltline Railway line平行，現為Beltline Trail，一條風景優美的步行及單車徑。

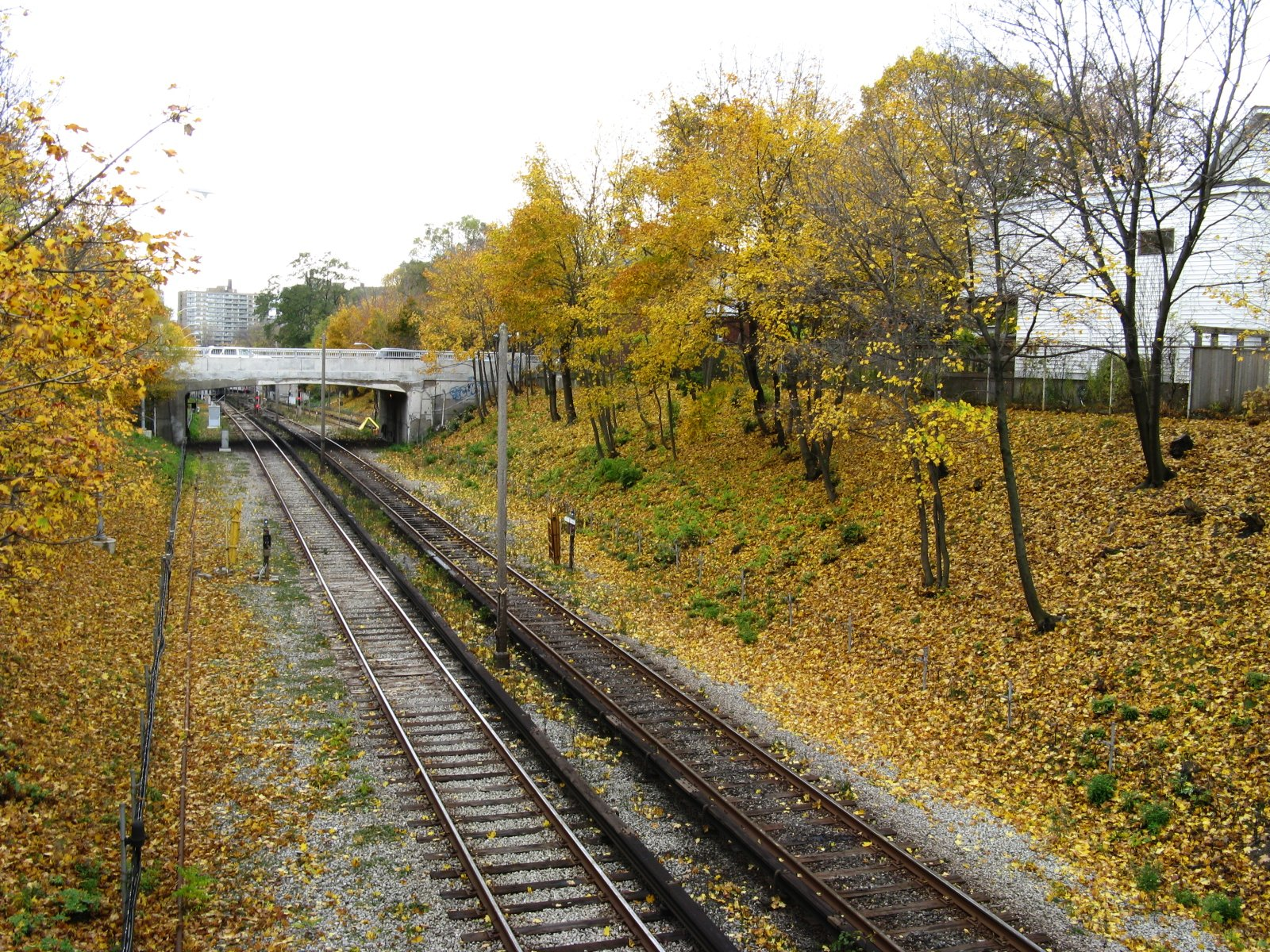
集連邨西南視圖，靠近Lola Road和央街。這座橋俯瞰地鐵央街－大學線（1號線），該線在該地區設有站點。

多倫多公車局的央街-大學地鐵線的一部分在集連邨東端的地上運行，通過爹核士威老站和艾靈頓站提供運輸服務。集連邨是多倫多最富有的社區之一。

## 外部連結
- 多倫多市政府 - 央街夾艾靈頓社區概况 （页面存档备份，存于）
- 集連邨各處的歷史照片 （页面存档备份，存于）

43°42′N 79°24′W / 43.70°N 79.40°W